# PDX個人防衛武器
PDX是一款由Maxim Defense設計並生產，基於AR-15的個人防衛武器，可使用5.56×45mm NATO、.300 Blackout及7.62×39mm彈藥。

## 歷史
始於USSOCOM的個人防衛武器甄選，Maxim Defense目的為盡可能地縮小尺寸但同時保有一定威力。最終的產物則是比蜜獾式還要短及輕的PDX。最終PDX並沒有被SOCOM選中，因此Maxim Defense在2019年SHOT Show展出民用型的PDX，並由撰寫《13小時》的克里斯·帕倫多負責在靶場講解及示範PDX，而PDX亦獲RECOIL雜誌票選為2019 SHOT Show全場最佳。後來在2019年美國全國步槍協會年會中展出了使用.300 Blackout的.300BLK PDX。
用作回應陸軍遠征戰士實驗，更接近標準卡賓槍及步槍尺寸的MDX系列於2020年SHOT Show展出，將於2020年3月15日開始發售，並於5月開始出貨。
在MDX推出後，PDX正式成為MDX系列中的其中一員，並獲得MDX-505的名稱，但Maxim仍會持續使用PDX作正式產品名稱。

## 設計
PDX為一把緊湊型個人防衛武器。為縮小尺寸，Maxim Defense以其CQB槍托為基礎，推出了加以縮短而成的SCW（英語：Sub-Compact Weapon）槍托；另外槍管僅有5.5英寸長。上下機匣皆為7075鋁方坯加工而成。
較為特別的是，PDX的上機匣採用了HK416的加高機匣設計以增強上機匣強度，亦使用了特別設計的槍管螺帽以讓其使用HK416同規格的護木，但PDX仍然採用了直噴式氣動操作。
PDX所使用的SCW槍托為類似HK416C的拉桿式設計，並因其尺寸過短，緩衝系統改為整合在縮短了的槍機組尾部，因此沒有緩衝止位銷。拆解PDX時亦需同時拉開兩根機匣結合插梢才可分開上下機匣以移除槍機組。
PDX的槍口配件為Maxim Defense為其研發的HATEBRAKE槍口助退器，裡面設有擴張室以提供足夠壓力操作PDX。
PDX的護木採用HK416規格，包括上機匣固定凸塊及單螺栓固定設計。護木除頂部外皆採用為與M-LOK通用的M-SLOT導軌界面，並可使用Maxim Defense所設計，最大化利用導軌界面空間的M-RAX附加導軌。護木的2及10點鐘方向亦各設有一個QD槍背帶安裝口。
在零部件方面，PDX採用了市面上現成產品，包括Radian的槍機拉柄及射擊選擇桿、ALG的扳機、以及Norgan的彈匣釋放鈕。同時為了進一步縮小尺寸，PDX的握把採用了REPTILIA的CQG握把。

## 衍生型

### .300BLK PDX
使用.300 Blackout的PDX。

### MDX
MDX為PDX的卡賓槍/步槍版，加入了較長但可使用標準槍機組的CQB槍托供選擇，同時改用BCM的GFG Mod 0握把，其餘零部件與PDX無異。同樣提供3種口徑。
- MDX-505：使用5.5英寸槍管的MDX，即PDX[8]。
- MDX-508：使用8.5英寸槍管的MDX，縮起槍托時全長21.5（SCW槍托）-23（CQB槍托）英寸[9]。
- MDX-510：使用10.3英寸槍管的MDX，縮起槍托時全長23.5（SCW槍托）-25（CQB槍托）英寸[10]。

## 資料來源
1. ↑  . AmmoLand.com. 2019-01-21  [2020-03-04]. （原始内容存档于2019-09-20） （美国英语）.
2. ↑  AmmoLand Editor Duncan Johnson. . AmmoLand.com. 2019-04-17  [2020-03-04]. （原始内容存档于2019-09-20） （美国英语）.
3. ↑  Grant, Jim. . Military Times. 2020-01-14  [2020-03-04]. （原始内容存档于2020-01-15） （美国英语）.
4. ↑  . The Firearm Blog. 2019-10-11  [2020-03-04]. （原始内容存档于2021-06-12） （美国英语）.
5. ↑  Merrill, Dave. . Recoil. 2019-06-27  [2020-03-04]. （原始内容存档于2021-06-18） （美国英语）.
6. ↑  Says, B_rawrd. .   [2020-03-04]. （原始内容存档于2019-08-25） （美国英语）.
7. ↑  Scepaniak, Adam. . The Firearm Blog. 2020-01-22  [2020-03-04]. （原始内容存档于2021-04-17） （美国英语）.
8. ↑  Staff. . Military Times. 2019-09-10  [2020-03-04]. （原始内容存档于2020-01-07） （美国英语）.
9. ↑  . Maxim Defense.   [2020-03-04]. （原始内容存档于2022-03-10） （美国英语）.
10. ↑  . Maxim Defense.   [2020-03-04] （美国英语）.